# 新加坡无政府主义
新加坡无政府主义在该国历史上曾有一定影响力，但在当代，这种意识形态几乎销声匿迹。

## 历史
虽然新加坡在欧洲殖民者到来之前的数个世纪前就已有人居住，但現代新加坡的建立仅能追溯到1819年。在这一年，英国政治家斯坦福·莱佛士建立了作为英国殖民地的，现代化的新加坡。自1827年以来，华人一直是新加坡中占比最高的族裔，现今新加坡華人约占该国总人口的74.1%。
新加坡的华人大部分是由于政治或经济原因来到新加坡的。例如，其中有因经济问题而离开中国南部的移民，以及第一次鸦片战争和第二次鸦片战争的难民。也因此，华人在该国历史上一直是激进政治意识形态的推动力量。在中国19世纪末至20世纪初反对清朝的起事中，中国的无政府主义者起到了一定的作用，而新加坡在这一时期也是中国革命活动的中心之一。1906年，中间偏左民族主义团体中国同盟会于新加坡设立了该组织的南洋支部。
中国同盟会的领袖孫中山后来领导了推翻满清统治的辛亥革命，任中华民国首任国家元首。但中国同盟会对新加坡的影响并未就此结束，曾多次资助孙中山的无政府主义者張靜江长期活跃于新加坡，他还在新加坡购置了一台印刷机，用于印刷无政府主义题材的文章。另一位知名的无政府主义者褚民谊也在新加坡停留时加入了中国同盟会。五四运动后，世界各地的华人社区纷纷成立了无政府主义组织，这些组织通过自行出版报刊杂志传播无政府主义思想。一些支持共和主义的华裔无政府主义者加入了在新加坡成立的广州总工会。
当代的新加坡已很少见包括无政府主义在内的各类政治激进运动。近几年来，只有非常少的几起事件与无政府主义有关，如2014年5月，五名新加坡青年曾因在高楼屋顶上喷涂无政府主义符号和反人民行动党的口号而被捕。
2015年，李显龙接受采访时表示，对新加坡来说，“追求无政府主义也无法确保我们能培育出天才”。